# Whistleblower-Netzwerk
Whistleblower-Netzwerk e. V. ist eine deutsche Nichtregierungsorganisation mit Sitz in Berlin, die 2006 gegründet wurde. Der überparteiliche und gemeinnützige Verein hat das Ziel, den rechtlichen Schutz und das gesellschaftliche Ansehen von Whistleblowern zu verbessern. Whistleblower-Netzwerk bietet Organisationen und Whistleblowern Beratung an und informiert über die deutsche Whistleblowing-Rechtslage, Veränderungen im Europarecht sowie über Transparenz und Geheimhaltung.

## Ziele
Whistleblower-Netzwerk engagiert sich seit 2006 für die Veränderung politischer und rechtlicher Strukturen im Zusammenhang mit Whistleblowing und hat sich die Aufklärung der Öffentlichkeit, Ermutigung und Unterstützung von Whistleblowern und deren konkrete Beratung zum Ziel gesetzt. Der Verein setzt sich für einen umfassenden gesetzlichen Whistleblower-Schutz und die Verbesserung des gesellschaftlichen Ansehens von Hinweisgebern ein.

## Aktivitäten

### Beratung
Whistleblower-Netzwerk bietet Beratung für Whistleblower und Organisationen an. Unter anderem hat der Verein sich für den Whistleblower Martin Porwoll eingesetzt, der die systematische Unterdosierung von Zytostatika (Anti-Krebsmittel) in der Alten Apotheke in Bottrop aufgedeckt hat sowie für Joachim Wedler, der die Abrechnungspraktiken des Mautbetreibers Toll Collect enthüllt hat. Potenzielle Whistleblower, die im öffentlichen Interesse auf erhebliche Missstände an ihrem Arbeitsplatz hingewiesen haben oder überlegen, dies zu tun, können Kontakt zum ehrenamtlichen Beratungsteam des Vereins aufnehmen.
Für Unternehmen, Behörden und NGOs bietet Whistleblower-Netzwerk Workshops, Schulungen und individuelle Beratung über organisationsinterne Hinweisgebersysteme und weitere Compliance-Maßnahmen an.

### Politisches Engagement
Whistleblower-Netzwerk engagiert sich seit seiner Gründung 2006 für einen besseren rechtlichen Rahmen von Whistleblowing und ein eigenes deutsches Whistleblowerschutz-Gesetz. Im Rahmen der Umsetzung der am 16. Dezember 2019 in Kraft getretenen EU-Richtlinie zum Whistleblowerschutz setzt sich Whistleblower-Netzwerk für eine umfassende Umsetzung der Richtlinie in deutsches Recht ein. Der Verein fordert, den Anwendungsbereich der Richtlinie auf nationale Rechtsverstöße auszuweiten und hat einen Empfehlungskatalog zur Umsetzung erarbeitet.
Whistleblower-Netzwerk forderte 2014 gemeinsam mit Campact und Digitalcourage mit der Kampagne „Schutz für Edward Snowden in Deutschland“, den Whistleblower Edward Snowden persönlich vor dem NSA-Untersuchungsausschuss aussagen zu lassen, ihm in Deutschland Schutz zu gewähren und sprach sich für ein umfassendes Whistleblowerschutz-Gesetz in Deutschland aus. Am 8. Mai 2014 übergab das Bündnis über 190.000 Unterschriften an den NSA-Untersuchungsausschuss.
Der Verein setzt sich für die Freilassung des WikiLeaks-Gründers Julian Assange und gegen seine Auslieferung an die USA ein. Am 6. Februar 2020 forderte Whistleblower-Netzwerk in einem Appell zusammen mit mehr als 100 Prominenten aus Politik, Wissenschaft, Kultur und Medien Assanges sofortige Haftentlassung.

### Ausstellung
Whistleblower-Netzwerk sammelt Porträts und Texte über deutsche Whistleblower, die in temporären Ausstellungen öffentlich präsentiert werden.

### Bildungsarbeit
Whistleblower-Netzwerk führt analoge und digitale Workshops für Schulen und andere Bildungseinrichtungen durch, mit denen der Verein für das Thema Whistleblowing sensibilisieren möchte.

## Mitglieder
Der eingetragene Verein wurde vom Whistleblower Guido Strack mitgegründet und ist als gemeinnützig anerkannt. Strack war Beamter im Amt für Veröffentlichungen der Europäischen Union in Luxemburg und machte 2002 auf finanzielle Unregelmäßigkeiten bei der Zusammenarbeit des Amts mit einem privaten Unternehmen aufmerksam.
Der vierköpfige geschäftsführende Vorstand besteht aus  Klaus Bergmann, Detlev Böttcher, Robert Bungart und Annegret Falter. Dem erweiterten Vorstand gehören Karin Lenhart-Roth, Antonia Peißker Johannes Ludwig und Martin Porwoll an.
Zu den Beiratsmitgliedern zählen u. a. Wolfgang Nešković, Renata Ávila Pinto, Ninon Colneric, Constanze Kurz, Markus Löning, Katharina Nocun, Roland Roth, Arne Semsrott, Matthias Spielkamp, Ali Fahimi, Klaus Hennemann, Roland Roth, Elke Steven, Christian Thönnes, Frank Wehrheim, Jana Wömpner und Konstantin Wecker.